# Kalte Füße (2018)
Kalte Füße ist ein deutsch-österreichischer Spielfilm aus dem Jahr 2018 von Wolfgang Groos mit Heiner Lauterbach, Emilio Sakraya und Sonja Gerhardt in den Hauptrollen. Die Premiere erfolgte am 21. November 2018 auf dem Kinofest Lünen, wo der Film als Eröffnungsfilm gezeigt wurde. Der deutsche Kinostart erfolgte am 10. Januar 2019, der österreichische am darauffolgenden Tag.

## Handlung
Denis ist ein junger arbeitsloser Kleinkrimineller aus München. Er lebt bei seiner alleinerziehenden Mutter, die ihn drängt, sich Arbeit zu suchen, und seinen Geschwistern, die ihn nicht respektieren. Um seine Schulden bei dem Gangster Adam zu begleichen, wird er von diesem gezwungen, in die abgelegene Villa des reichen Unternehmers Raimund Groenert einzubrechen, der aufgrund eines Schlaganfalls im Krankenhaus ist. Dieser ist jedoch einen Tag früher entlassen worden und ist jetzt alleine zuhause. Als Denis dem auf dem Boden liegenden Mann wieder in den Rollstuhl hilft, taucht plötzlich Raimunds Enkeltochter Charlotte auf. Diese ist eine angehende Polizistin, die sich vorübergehend um ihren Großvater kümmern sollte, bis eine professionelle Pflegekraft die Aufgabe übernimmt.
Denis wird von Charlotte für den neuen Krankenpfleger gehalten. Er lässt sich auf das Verwechslungsspiel ein, da ein mit Groenert befreundeter Polizist ebenfalls anwesend ist. Seine Flucht am Abend wird vom Hund Groenerts verhindert. In der Nacht tobt ein heftiger Schneesturm, der ein Entkommen unmöglich macht. Raimund hat Denis im Gegensatz zu Charlotte zwar sofort durchschaut, da er aber nicht sprechen kann, muss er sich mit anderen Mitteln gegen den Ganoven zur Wehr setzen. Es beginnt ein Katz-und-Maus-Spiel zwischen Denis und Raimund, bei dem sich Denis neben seinen kriminellen Verwicklungen auch den pflegerischen Herausforderungen und seiner wachsenden Zuneigung zu Charlotte stellen muss.
Denis gelingt es, Adam anzurufen. Doch dieser glaubt ihm nicht, da er meint, Denis wäre abgehauen. Denis und Charlotte kommen sich unterdessen näher, nachdem er sie vor ihrem egoistischen Freund gewarnt hatte und ihr hilft, sich mit ihrem Großvater, den sie 10 Jahre lang nicht gesehen hatte, zu versöhnen. Nachdem Denis den Stromgenerator wieder zum Laufen gebracht hat, hört Charlotte auf dem Anrufbeantworter eine Nachricht des echten Krankenpflegers und schlägt Denis k. o. Dieser gesteht alles. Da sie immer noch eingeschneit sind, schließen sie einen Waffenstillstand. 
Als die Straße geräumt wird, verabschiedet sich Denis, um zurück nach München zu fahren. Zuvor jedoch überreicht er Charlotte eine Kiste mit Geschenken ihres Großvaters, um ihr zu zeigen, dass der all' die Jahre doch an sie gedacht hat. Als er bei einem Schneepflugfahrer als Anhalter mitfährt, entdeckt er jedoch Adam und seinen Bodyguard, als diese zur Villa fahren. Er eilt zurück, um Charlotte zu warnen. Sie und ihr Großvater wurden jedoch bereits als Geiseln genommen, um an den Inhalt eines Safes zu kommen, den Denis beim vorherigen Telefonat erwähnt hatte. Es gelingt Denis mit Zeichensprache, die Kombination von Raimund zu erfahren.
Beim Versuch sich zu wehren, wird Charlotte von Adam entführt und Denis im Keller eingesperrt. Raimund kann ihn befreien und zusammen verfolgen sie die Entführer auf Skiern, mit einer Schrotflinte bewaffnet. Die Entführer prallen gegen einen Schneepflug und Denis kann Charlotte befreien, wird dabei jedoch angeschossen. Charlotte und Raimund erstatten keine Anzeige wegen Einbruchs.
Als Denis einige Zeit später von seiner Mutter und seinen Geschwistern im Krankenhaus abgeholt wird, erzählt diese, dass sie sich mit dem Richter auf drei Monate Sozialdienst einigen konnte. Denis ist froh, nicht ins Gefängnis zu müssen, stellt jedoch fest, dass er weiter als Raimunds Pfleger arbeiten muss. Charlotte und seine Mutter haben dies zusammen als Strafe eingefädelt.

## Produktion
Die Dreharbeiten fanden vom 15. Januar bis zum 8. März 2018 statt; gedreht wurde in Niederösterreich und München. Drehort war unter anderem Ramsau. Produziert wurde der Film von der deutschen Claussen + Putz Filmproduktion GmbH, Koproduzenten waren die österreichische Lotus Film und die Deutsche Columbia Pictures Filmproduktion GmbH, beteiligt war der Österreichische Rundfunk.
Unterstützt wurde die Produktion vom Österreichischen Filminstitut und dem Filmfonds Wien, von Filmstandort Austria, dem Land Niederösterreich, der Filmförderungsanstalt, dem FilmFernsehFonds Bayern, dem Deutschen Filmförderfonds, der Film- und Medienstiftung NRW und der Beauftragten der Bundesregierung für Kultur und Medien.
Für das Kostümbild zeichnete Anke Winckler verantwortlich, für das Szenenbild Christoph Kanter, für den Ton Dietmar Zuson und für das Maskenbild Jeanette-Nicole Latzelsberger und Gregor Eckstein.

## Rezeption

### Auszeichnungen und Nominierungen
Österreichischer Filmpreis 2020
- Nominierung in der Kategorie Bestes Szenenbild (Christoph Kanter)[10]

### Kritik
„Die einfach gestrickte Verwechslungskomödie setzt auf Klamauk, schale Witzchen und zotigen Humor, ist aber flott inszeniert und gefällt durch Slapstick-Einlagen. Die Schauspieler haben Spaß an ihren eindimensionalen Figuren. Allerdings fehlt der Biss und jede Form echter Grenzüberschreitung.“